# Aion (Computerspiel)
Aion: The Tower of Eternity (Hangeul: 아이온: 영원의 탑) ist ein Free-to-play MMORPG, welches bisher in Südkorea, der Volksrepublik China, Europa und den USA veröffentlicht wurde. Entwickelt wird das Spiel von NCsoft, einem Spieleentwickler aus Korea. Aion kombiniert die Spielprinzipien Player versus Player und Player versus Environment in einer Fantasywelt. Ein Merkmal dieses Spiels ist die Tatsache, dass der Spieler die Möglichkeit besitzt, mit Flügeln die Welt zu erkunden. NCsoft lizenzierte die CryEngine, um eine möglichst hohe Grafikqualität zu erzielen, was Aion von anderen MMORPGs unterscheiden soll. Am 25. September 2009 wurde Aion in Europa veröffentlicht und am 29. Februar 2012 in ein Free-to-play-Modell umgewandelt. In Nordamerika ist Aion am 11. April 2012 in ein Free-to-play-Modell umgewandelt worden.

## Geschichte und Rassen
Die Handlung findet auf der Welt Atreia statt, der Planet ist erdenähnlich, jedoch ist die Welt nach innen gekehrt, die Funktion der Sonne wird von einer gigantischen Säule erfüllt, die senkrecht im Inneren von der oberen Planetenhälfte zur unteren reicht. Es ist das Zuhause des Gottes und Schöpfers der Welt Aion.
Zu Anfang der Zeit erschuf der Gott Aion Menschen, Tiere und die Balaur. Die drachenähnlichen Echsenwesen (sowohl in vierbeiniger Drachenform mit Flügeln, als auch in humanoider zweibeiniger Art) waren als Überwacher und Beschützer der anderen Wesen geschaffen. Die Balaur jedoch entschieden sich nach einiger Zeit gegen diese Rolle und angeführt von ihren mächtigen Balaurgebietern boten sie ihrem Schöpfer die Stirn und verlangten von Aion seine Macht für sich. Sie überzogen die anderen Rassen mit Tod und Sklaverei.
Aion sah seinen Fehler und rief diejenigen, die noch frei waren, zu seinem Turm, umgab es mit einem undurchdringlichen Ätherschild und beschützte so seine „Kinder“. Um den Balaur zu trotzen, schuf Aion 12 menschenähnliche leuchtende Ätherwesen mit gigantischer Macht, engelsgleich, schön und stark boten sie, bekannt als empyrianische Gebieter, den Echsenwesen die Stirn. Sie scharten Sterbliche um sich, erfüllten diese mit Äther, um aus ihnen die Daeva zu schaffen: geflügelte unsterbliche Wesen mit großer Stärke, die die Armee von Aion und der Sterblichen darstellte. Der Krieg zwischen ihnen und den Balaur währt Ewigkeiten und große Verluste auf beiden Seiten waren zu verzeichnen, diese Zeit wird als Milleniumskrieg bezeichnet.
Müde vom Krieg und auf Frieden hoffend beriet sich die Gebieterin Ariel mit den anderen empyrianischen Gebietern und schlug eine Verhandlung mit den Balaur vor. Einige waren dafür, andere dagegen – doch die Mehrheit entschloss sich und stimmte einer Friedensverhandlung zu, die Botschaft wurde den Balaur überbracht und zum Erstaunen einiger stimmten die Balaurgebieter dem Gespräch zu. Und der Tag kam, als die empyrianischen Gebieter den Ätherschild senkten und die gigantischen Herrscher der Balaur zum Turm einließen, um über einen Frieden zu verhandeln. Es ist nicht ganz klar, wer während der Verhandlung wen angriff, jedoch wurde ein Balaurgebieter getötet und die anderen begannen in ihrer Wut über den Verrat zu toben und titanische Kräfte der Zerstörung wurden im Inneren des Verhandlungsraumes im Zentrum des Turms der Ewigkeit freigesetzt. Der Turm zerbrach infolge der wütenden Kräfte und die Welt drohte unterzugehen. In einem Akt der Verzweiflung opferten sich Lord Israphel und Lady Siel, die empyrianischen Gebieter über Zeit und Raum, auf und gaben ihre Lebensessenz um den Turm zu retten. Es war jedoch zu spät, der Turm zerbrach in der Mitte und der Planet Atreia brach in zwei Hälften.
Ab hier trennt sich die Geschichtsschreibung der Menschen. Diejenigen, die im unteren Teil des Turmes lebten und wieder hinausgingen in die Welt, entdecken, dass ihre Hälfte von einer nahen Sonne erwärmt wird und dass sie sich in einem blühenden fruchtbaren Paradies befanden, der Turm, der früher Licht und Wärme spendete, jedoch erloschen war. Fünf empyrianische Gebieter überlebten im unteren Teil ebenfalls, nahmen die überlebenden Menschen unter ihren Schutz. Zusammen errichteten sie eine wunderschöne fliegende Stadt namens Sanctum und begannen ihr Leben in dieser wunderbaren paradiesischen Welt unter den schützenden Schwingen der fünf Ätherwesen, die sich nun Seraphengebieter nennen. Diese Menschen nannten sich fortan Elyos und ihre Welt Elysea.
Die Überlebenden der oberen Hälfte mussten feststellen, als sie den Turm verließen und in die Welt hinausgingen, dass ihre Welt kalt und fruchtlos war. Viele Teile mit Schnee und Eis bedeckt, andere karg, sumpfig und überall lauerten in der Dunkelheit gefährliche Tiere und andere Geschöpfe. Nur die Länder, die die letzten Lichtstrahlen des Turmes erhielten, waren einigermaßen fruchtbar und boten ihnen Nahrung. Zusammen haltend und sich gegenseitig beschützend lernten sie, in dieser Hölle zu überleben. Auch bei ihnen gab es fünf noch lebende empyrianische Gebieter. Mit ihrer Hilfe passten sie sich an, bauten ihre prächtige Stadt Pandämonium und nannten sich fortan Asmodier. Ihre Ätherwesen tauften sich Shedimgebieter und ihr Land ist seitdem bekannt als Asmodae.
Somit ergeben sich für das Spiel vier Hauptvölker:
- Elyos: Schöne Menschen mit hellem Haar und Hauttönen, leben in Elysea, dem idyllischen und lichtdurchfluteten Teil von Atreia, ihre Hauptstadt: Sanctum.

- Asmodier: An ihre karge und gefährliche Welt Asmodae angepasste Wesen. Haut und Haar eher dunkel, bläuliche oder violette Töne, klauenartige Hände und Füße, langer fellähnlicher Haarwuchs entlang der Wirbelsäule, ihre Hauptstadt: Pandämonium.

- Balaur: Diese Hauptrasse ist nicht spielbar, die Drachenwesen sind die Hauptfeinde der Elyos, Asmodier und Reian. Ihre Heimat ist unter dem Namen Balaurea bekannt, welches sich auf der Außenseite der oberen Halbkugel von Atreia befindet. Ähnlich wie Elyos und Asmodiern gibt es auch bei den Balaur mehrere Gebieter mit großer Macht.

- Reian: Diese Hauptrasse tritt seit dem Patch „3.0“ auf und ist wie die Balaur nicht spielbar. Die Reian sehen wie Menschen aus mit weißem Haar und Hautton. Sie haben, anders als Elyos und Asmodier, rosafarbene Flügel, welche permanent auf ihrem Rücken geschlossen sichtbar sind. Ihre Heimat ist Sarpan, ihr Anführer heißt Kahrun und ihre Hauptstadt nennen sie Kamar.

## Spielgestaltung
Damit kein Kräfteungleichgewicht zwischen den beiden Fraktionen auftritt, balanciert Aion die Spieleranzahl der Fraktionen Elyos und Asmodier auf jedem Server aus.
Hauptbestandteil des Spiels ist das sogenannte Player-versus-Player-versus-Environment-System (PvPvE-System), das es dem Spieler ermöglicht, sowohl einfache Monster, das gegnerische Volk als auch eine computergesteuerte Rasse (Balaur) zu bekriegen. Die Balaur stellen hierbei die Balance dar, da diese beide Spielerseiten angreifen und ihnen allen feindlich gesinnt sind.
Nachdem man sich für eine der Rassen „Elyos“ oder „Asmodier“ entschieden hat, kann eine der sechs Grundklassen gewählt werden, die ab Stufe 9 jeweils zwei Spezialisierungen anbieten. Dabei gibt es klassenspezifische Unterschiede zwischen den Rassen. In Aion gibt es sieben verschiedene Berufe und zwei Sammelberufe, die man erlernen kann.

## Spielbare Klassen
In Aion gibt es sechs Hauptklassen. Ab dem neunten Level muss man sich für eine Unterklassen entscheiden. Hier eine Auflistung der Haupt- mit zugehörigen Unterklassen:
- Späher
  - Jäger

Jäger sind hervorragende Bogenschützen, die zudem sehr gut mit Schwertern und Dolchen umgehen können. Sie sind geschickte Beobachter, behalten ihr Umfeld genauestens im Auge und passen ihre Taktiken dementsprechend an. Aus diesem Grund können sie auch in den unwirtlichsten Umgebungen überleben.
Wichtige Eigenschaften: Agilität, Gesundheit, Präzision
- Assassine

Assassinen sind Meister der Tarnung und des schnellen, brutalen Angriffs. Sie wissen sich meisterlich im Schatten zu verbergen und wählen ihre Ziele mit Vorsicht, ehe sie den Gegner ohne Vorwarnung lahmlegen.
Wichtige Eigenschaften: Agilität, Präzision, Stärke
- Krieger
  - Gladiator

Gladiatoren leben und sterben durch das Schwert. Sie beherrschen den meisterhaften Umgang mit vielen verschiedenen Waffen und verfügen über unterschiedliche Kampftechniken, die genau auf die Eigenschaften ihrer Waffen zugeschnitten sind.
Wichtige Eigenschaften: Stärke, Gesundheit, Agilität
- Templer

Templer sind Beschützer, die mit Schwert und Schild zur Verteidigung bereitstehen. Templer benutzen Gesänge oder Beschwörungsformeln, um sich selbst und ihre Verbündeten zu schützen und zu heilen. Am häufigsten kämpfen sie an vorderster Front.
Wichtige Eigenschaften: Stärke, Gesundheit, Präzision
- Magier
  - Zauberer

Zauberer sind Meister der Elemente Wasser, Feuer, Luft und Erde. Ihr mächtigster Verbündeter ist der Äther selbst. Mit ihren vielfältigen Zaubern und ihrer magischen Feuerkraft können sie im Alleingang über den Ausgang ganzer Schlachten entscheiden.
Wichtige Eigenschaften: Wissen, Gesundheit, Wille
- Beschwörer

Beschwörer machen sich die Kraft ihrer Elementargeister zunutze, um ihre Feinde in Furcht und Schrecken zu versetzen. Sie können mächtige Begleiter mit unterschiedlichen offensiven und taktischen Vorzügen im Kampf herbeirufen.
Wichtige Eigenschaften: Wissen, Gesundheit, Wille
- Priester
  - Kleriker

Kleriker benutzen die Macht der Magie, um ihre Verbündeten zu stärken, ihre Wunden zu heilen und sie nach Niederlagen wiederzubeleben. Glaubt aber nicht, dass Kleriker zart besaitet sind. Kettenrüstung, Streitkolben und Schild machen sie zu ausgesprochen beständigen Gegnern.
Wichtige Eigenschaften: Wille, Wissen, Gesundheit
- Kantor

Kantoren manifestieren die Kraft ihres Glaubens, um ihren Verbündeten zu helfen. Obwohl sie im Kampf einen Stab schwingen und ihre Verbündeten heilen können, liegt ihre Hauptfähigkeit darin, ihre Verbündeten mit ihrer eisernen Disziplin zu stärken und mit ihren Mantras die Moral zu heben.
Wichtige Eigenschaften: Stärke, Präzision, Wille, Gesundheit
- Ingenieur
  - Schütze

Schützen benutzen Ätherwaffen, die Ätherkanonen und die Revolver, mit denen sie starke Fernkampfattacken ausführen. Zudem können sie Einhand- und Zweihandwaffen tragen. Zu den Zweihandwaffen gehören mächtige Kanonen.
- Äthertech

Der Äthertech ist ein raffinierter Kämpfer, der einen Mech beschwören und somit starke physische aber auch magische Schläge und Zauber wirken kann. Des Weiteren kann er Schaden auf sich lenken, um seine Verbündeten zu schützen. Er kommt jedoch nicht an die Fähigkeiten eines Templers heran. Wichtige Eigenschaften: Wissen, Präzision
- Künstler
  - Barde

Barden benutzen Saiteninstrumente, um ihre Gegner mit der Macht der Musik zum Schweigen zu bringen. Sie können diverse Verstummungszauber benutzen, mit denen sie den Gegner unschädlich machen. Barden können im Kampf starke Gegner werden, wenn sie die Kraft der Noten und Musik benutzen.

## Der Abyss (Reshanta)
Als eine Welt mit zerklüfteten Inseln, die schwebend im Äther hängen, dient der Abyss als zentrales Schlachtfeld. In drei Ebenen unterteilt gibt es Festungen und Artefakte, die erobert werden können. Gehört eine Festung der eigenen Fraktion, so erhält man Zugang zu einer Instanz und niedrigere Händlerpreise. Eroberte Artefakte geben in bestimmten Gebieten Stärkungseffekte (Buffs), die eine Eroberungsschlacht stark beeinflussen können. Die Eroberung von Festungen ist an feste Zeiten im Spiel gebunden, zu denen jeweils einige Festungen angreifbar sind.
Der komplette Abyss ist ein Fluggebiet.
Mit Update 6.0 und der Wiederbelebung Ereshkigals wurde der Großteil des Abyss zerstört. Nur der Kern, in dem sich die Götterfestung befindet, blieb erhalten.

## Fliegen
Ab dem neunten Level besteht die Möglichkeit, eine besondere Quest anzunehmen, in deren Verlauf man zu einem flugfähigen „Daeva“ wird. Beim Beenden der Quest steigt man sofort auf das zehnte Level auf.
Von diesem Zeitpunkt an hat man die Möglichkeit, in bestimmten Gebieten für eine gewisse Zeit zu fliegen, wonach sich die „Flugzeit“ langsam wieder regeneriert. Die Basisflugzeit beträgt eine Minute, was durch bessere Flügel, Schmuck, Titel, Fähigkeiten, oder Manasteine erhöht werden kann.

## Inventar und Lagerplätze
Man kann sich ein nahezu vollständiges Inventar ingame erspielen, hierbei wird von den ersten drei Reihen auf ganze 10 Reihen aufgestockt. Weitere zwei Reihen können durch den Einsatz von Echtgeld im Shop bzw. indirekt durch Veteranenbelohnungen erworben werden. Es können somit insgesamt 12 Reihen erworben werden.
Um an die Reihen ohne Echtgeldeinsatz heranzukommen, gibt es einige Guides, in welchen jeder Schritt einzeln erklärt wird. Einige der Plätze können bei verschiedenen NPCs gekauft werden, andere muss man sich durch Quests erspielen. Ab Lvl 36 ist es möglich die letzte Reihe freizuschalten und somit an alle 10 (+2 durch Echtgeld) zu besitzen.
Weiterhin ist es möglich sich durch die Erweiterung des eigenen Lagerplatzes (mit Ingamewährung) noch mehr Platz zu beschaffen, auch kann man ein Legionslager verwenden, um weiteren Platz zu erhalten, hier können jedoch nur handelbare Gegenstände gelagert werden, da diese auch von anderen (berechtigten) Legionsmitgliedern herausgenommen werden können. Wem das nicht reicht, dem steht auch noch die Möglichkeit zur Verfügung, sich in der eigenen Unterkunft (Apartment / Haus / Villa / Anwesen) verschiedene Kommoden aufzustellen, welche bis zu drei Reihen extra geben. Dabei gilt, selber Kommodentyp = selber Inhalt.
Zu guter Letzt gibt es noch Miols mit Lagerplätzen, auch hier gilt: wenn ein Miol beispielsweise 6 Plätze hat und ein anderes ebenso, befindet sich derselbe Inhalt in diesen. Es können sowohl ingame als auch durch den Shop Miols mit Lagerplätzen gekauft werden, im Shop werden dabei Pakete aus Miols mit unterschiedlichen Lagergrößen verkauft die insgesamt bis zu 152 zusätzliche Lagerplätze bringen.

## Veröffentlichungen
Aion wurde am 25. Dezember 2008 in Korea veröffentlicht. Am 26. März 2009 startete die finale geschlossene Beta in China.
Der Erscheinungstermin von Aion für Europa war der 25. September 2009 und für die USA der 22. September 2009. Mit einem PreOrder-Code war es möglich, in Europa bereits ab dem 16. September 2009 zu spielen, und man erhielt exklusive Ingame-Gegenstände.
Ende Januar 2012 wurde der Betrieb der europäischen Version von NCsoft an Gameforge übertragen. Nach einer zweiwöchigen Betaphase ist das Spiel seit dem 29. Februar 2012 kostenfrei spielbar, finanziert wird es durch Micro-Payments in einem Item-Shop.
Am 20. Juni 2013 hat Gameforge das Update 4.0 angekündigt. Dabei wurden zwei neue Spielklassen, der Schütze und der Barde, in das Spiel eingebunden. Darüber hinaus wird die maximale Stufe von 60 auf 65 angehoben sowie drei neue Gebiete und sechs Instanzen zur Verfügung gestellt.
Neue Sprachversionen von AION wurden am 7. Juni 2013 von Gameforge angekündigt. Ab dem 31. Juli 2013 standen Spanisch, Italienisch und Polnisch den Spielern des MMORPGs zur Auswahl. Ab September 2013 war Aion auch in Türkisch spielbar.
Mit dem 10. April 2014 wurde AION 4.5 mit einer neuen Klasse, dem Äthertech, in das Spiel implementiert. Auch neue Instanzen wie z. B. der Schutzturm der Ruhn hielt Einzug in dem neuen Update.
Ab Update 4.7 wurde dann schließlich auch eine weitere neue PvP-Raidzone (Pangaea) hinzugefügt, sowie 2 neue Welten (namentlich Signia und Vengar).
Außerdem fanden Überarbeitungen älterer Instanzen für Charaktere der Stufe 65 statt (z. B. Verlorene Rentus-Basis), das Stigmen-System wurde erneuert und neue Instanzen kamen dazu.
Mit Patch 6.0 am 19. September 2018 versuchten die Entwickler die alten Zeiten wiederaufleben zu lassen und dem Spiel zurück zum alten Glanz zu verhelfen. In Korea war die wohl gravierendste Veränderung, dass das Spiel mit dem Patch Free2Play wurde. Eine wesentliche Änderung ist wohl das neue Währungssystem, welches keinen Handel von Kinah unter Spielern mehr möglich macht und alle „alten“ Kinah abgeschafft hat. Spieler müssen von vorne anfangen um sich ihre Währung zu verdienen.

## Auszeichnungen
- Pressewahl auf der G-Star 2007: „Bestes Spiel der G-Star 2007“.[8]
- Koreanisches Ministerium für Kultur, Sport und Tourismus (Co-Sponsor): Preis für das Beste Spiel des Jahres 2008.[9]
- Gamescom-Award 2009: „Bestes Online-Spiel“.

## Kritik
Aion verwendet zum Schutz vor Hacks, Cheats und Bots die Software NProtect GameGuard von INCA Internet, welche in der Kritik steht, da sie sich mit einem eigenen Treiber tief in das System des Spielers integriert und nur schwer wieder zu entfernen ist. Insbesondere scheint dieser Treiber Rootkit-ähnliche Techniken einzusetzen, um den Prozess des Spiels zu verstecken und den Speicher des Rechners auf verdächtige Software zu überwachen. Des Weiteren gibt es in dem Treiber eine ungepatchte Sicherheitslücke, die für eine lokale Privilegien-Eskalation genutzt werden kann.
Mittlerweile kündigte Gameforge an, in Zukunft auf die Software GameGuard zurückzugreifen, die Implementierung wurde jedoch durch die Einführung des 64-Bit Clients bis auf weiteres verschoben.
Weitere schwere Kritikpunkte sind mittlerweile das Balancing der einzelnen Server. Durch ersteres entschloss sich Gameforge deshalb die 3 deutschen Server Vehalla, Balder und Kromede sowie weitere ausländische Server zusammenzuführen. Auch wird das Spiel mittlerweile über Steam vertrieben, um den stark sinkenden Spielerzahlen entgegenzuwirken.